# Yellow Matter Custard
Yellow Matter Custard es el nombre de un supergrupo tributo a The Beatles, integrado por Neal Morse, Matt Bissonette, Paul Gilbert y Mike Portnoy, para un par de presentaciones realizadas en Nueva York en 2003, reuniéndose posteriormente en 2011, para realizar 3 conciertos en la misma ciudad. La primera grabación que vio la luz como DVD y CD doble, bajo el nombre "One Night in New York City", fue la del 18 de mayo de ese año, realizada en el club B.B. King de New York, mientras que la segunda, "One More Night in New York City", fue la del 28 de febrero de 2011.  Por un lapso de 2 horas, Mike (exbaterista de Dream Theater,  Transatlantic, OSI, Liquid Tension Experiment, Liquid Trio Experiment, Avenged Sevenfold, Adrenaline Mob); Neal (fue integrante de las bandas americanas de Rock Progresivo Spock`s Beard y Transatlantic, ahora cantante y compositor de rock progresivo Cristiano, con quien ha colaborado Mike); Matt (exbajista de Ringo Starr y su banda, así como de Mustard Seeds, Jughead, David Lee Roth, The Squirts, Joe Satriani, Electric Light Orchestra); y Paul (fundador de Racer X y guitarrista de Mr. Big), interpretaron 31 melodías de prácticamente toda la historia Beatle, aunque haciendo un poco hincapié en el período de evolución (es decir, a partir de Help!, Revolver y Seargent Pepper's). En la segunda presentación el repertorio aumentó a 40 temas, manteniendo la inclinación hacia el período de evolución, aunque se agregaron algunos temas de la primera época. 
El nombre de la banda proviene de un verso de la canción I am the walrus "yellow matter custard dripping from a dead dog's eye"
La filmación del primer concierto se efectuó con tan sólo 2 cámaras, pero en vez de ser un defecto, se convirtió en una virtud, al darle cierto aire de antigüedad, rudimentarismo y también de intimidad. La edición del primer DVD fue realizada por Mike Portnoy y su padre, "una de las últimas cosas de padre e hijo que alcanzamos a hacer", señala el baterista durante el concierto del 28 de febrero de 2011.  El espectáculo tuvo también la ventaja de que los integrantes asumieron el rol de ser realmente The Beatles, por lo que la frescura, las risas y hasta los errores en la interpretación de las letras estuvieron presentes.
La música se interpretó en este orden, abarcando, como se mencionó antes, la mayoría de la carrera Beatle:
2003
- Magical Mystery Tour
- Dear Prudence
- Dig A Pony
- She Said, She Said
- I Call Your Name
- You Can't Do That
- When I Get Home
- Nowhere Man
- Rain
- Free As A Bird
- Come Together
- I Am The Walrus
- While My Guitar Gently Weeps
- Drum Solo/The End (No incluida en los CD originales)
- Baby's In Black
- I'll Be Back
- No Reply
- The Night Before
- You're Gonna Lose That Girl
- Ticket To Ride
- Everybody's Got Something To Hide Except Me And My Monkey
- Oh Darling
- Think For Yourself
- Wait
- Revolution
- I Want You (She's So Heavy)
- You Know My Name (Look Up The Number)
- Lovely Rita
- Good Morning, Good Morning
- Sgt. Pepper (Reprise)
- A Day In The Life

2011
- Back in the USSR
- I Got a Feeling
- And Your Bird Can Sing
- Day Tripper
- Getting Better
- Taxman
- It Won't Be Long
- Your Really Got a Hold On Me
- Lady Madonna
- We Can Work It Out
- I'm a Loser
- I Don't Want To Spoil the Party
- Penny Lane
- The Fool on the Hill
- You've Got to Hide Your Love Away
- Things We Said Today
- If I Needed Someone
- It's Only Love
- She's a Woman
- The Word
- Any Time at All
- Paperback Writer
- Don't Let Me Down
- I'm So Tired
- Savoy Truffle
- Glass Onion
- Yer Blues
- Helter Skelter
- Flying
- Because
- You Never Give Me Your Money
- Sun King
- Mean Mr. Mustard
- Her Majesty
- Polythene Pam
- She Came In Through The Bathroom Window
- Golden Slumbers
- Carry That Weight
- The End

## La banda
- Mike Portnoy: Batería y voz
- Matt Bisonette: Bajo y voz (2003)
- Paul Gilbert: Guitarra solista y voz
- Neal Morse: Piano, órgano, guitarra, bajo Fuzz y voz

Originalmente el puesto de guitarrista iba a ser ocupado por Ty Tabor, pero éste no pudo participar debido a la agenda de conciertos de su banda King`s X
En 2011 Matt Bisonette no pudo participar de la reunión de la banda por problemas de agenda, siendo reemplazado por Kasim Sulton (bajista de Utopía (banda) y otros proyectos de Todd Rundgren). En ese mismo año la banda contó con la participación de Bert Baldwin (presentado como "el quinto beatle"), quien tocó teclados, samples y percusiones en algunos temas
- Datos: Q1431337